# Cuparaque
Cuparaque är en kommun i Brasilien.   Den ligger i delstaten Minas Gerais, i den sydöstra delen av landet, 800 km öster om huvudstaden Brasília. Antalet invånare är 4 680.
Omgivningarna runt Cuparaque är huvudsakligen savann. Runt Cuparaque är det glesbefolkat, med 20 invånare per kvadratkilometer.